# 石家庄学院
石家庄学院，简称石院，是中华人民共和国的一所全日制本科公办省属普通高等学校，位于河北省石家庄市高新技术产业开发区。

## 历史沿革
1977年，河北师范大学石家庄分校成立；1982年，更名为石家庄师范专科学校。1996年3月，石家庄师范专科学校、石家庄地区教育学院和石家庄市教育学院合并为新的石家庄师范专科学校；2004年5月17日，升格为本科大学石家庄学院。

## 办学条件
截至2021年6月，学校地处由南北两个校区组成，占地1221亩，建筑面积40.76万平方米；学校现有全日制在校生16767人。设有17个学院、82个本专科专业（其中本科专业65个），图书馆藏书120万余册，学校现有教职工1212人，其中具有正高级专业技术职务资格123人、博士205人、具有副高级专业技术职务资格396人，硕士871人，“双师双能型”教师501人。有国家级特色专业建设点2个、省级品牌特色专业4个、省级本科教育创新高地2个、省级专业综合改革试点2个、省级一流本科专业建设点10个、河北省高等学校教学团队2个；省级精品（资源共享、在线开放）课程8门；省级一流本科课程6门；省级实验教学示范中心4个；省级教学名师3人。2019年，开始与河北科技师范学院联合培养硕士研究生。2020年12月，石家庄学院纽乐国际学院正式揭牌，这是石家庄学院引入社会力量开展国际化办学，实现高质量、内涵式发展的一项新举措。同月，被命名为“河北省本科高校转型发展示范学校”。2021年12月，石家庄学院京津冀双碳研究中心挂牌成立，该中心将从国际国内形势、京津冀地区能源结构、资源环境问题和发展规划需求出发，培养“双碳”行业专业人才，为京津冀碳达峰、碳中和目标的实现提供技术平台、决策参考和智库研究。

## 院系设置
据2025年4月学校官网资料显示，学校设有文学与传媒学院、外国语学院、法学院、历史文化学院、理学院、物理学院（机电学院）、经济管理学院、化工学院、计算机科学与工程学院、音乐学院、体育学院、美术学院、资源与环境科学学院、教育学院、马克思主义学院、继续教育学院、乐达国际艺术学院、纽乐国际学院等19个二级学院。